# (1013) Tombecka
(1013) Tombecka es un asteroide que forma parte del cinturón de asteroides y fue descubierto el 17 de enero de 1924 por Benjamin Jekhowsky desde el observatorio de Argel-Bouzaréah, Argelia.

## Designación y nombre
Tombecka recibió inicialmente la designación de 1924 PQ.
Más adelante, se nombró en honor de D. Tombeck, quien fuera secretario de la Facultad de Ciencias de París.

## Características orbitales
Tombecka está situado a una distancia media de 2,684 ua del Sol, pudiendo acercarse hasta 2,125 ua. Su inclinación orbital es 11,9° y la excentricidad 0,2082. Emplea 1606 días en completar una órbita alrededor del Sol.